# Streptococcus mitis
Streptococcus mitis es una especie mesófila alfa hemolítica de Streptococcus que habita en la boca humana. Es un coco gram positivo, anaerobio facultativo y catalasa negativo. Puede provocar endocarditis.
Esta bacteria sobrevivió más de dos años en un viaje a la Luna del Surveyor 3, que fue la tercera sonda lunar lanzado hacia 1967, para estudiar la composición de nuestro satélite. No obstante, algunos científicos sugieren que podría tratarse de un caso de contaminación durante o tras el regreso del Surveyor a la Tierra.